# Marsouin (1924)
Marsouin var en ubåt av Requin-klass byggd för den franska flottan i mitten av 1920-talet. Den kölsträcktes i november 1922, sjösattes i december 1924 och togs i bruk i september 1927. Marsouin lyckades fly från Toulon den 27 november 1942 och anslöt sig till de fria franska styrkorna; den avväpnades senare i Oran i april 1944 och strandsattes den 28 februari 1946.

## Design
Ubåtarna i Requin-klassen var 78 meter långa, hade en bredd på 6,8 meter, ett djupgående på 5,1 meter och kunde dyka upp till 80 meter. Ubåten hade ett deplacement på 1 150 ton vid ytan och ett deplacement på 1 441 ton under ytan. Framdrivningen i ytläge sköttes av två dieselmotorer på 2 900 hk (2 163 kW) och två elmotorer på 1 800 hk (1 342 kW). Ubåtarnas elektriska framdrivning gjorde att de kunde uppnå hastigheter på 9 knop (17 km/h) under vattnet och 15 knop (28 km/h) på ytan. Räckvidden på ytan var 7 700 nautiska mil (14 300 km) vid 9 knop (17 km/h) och 4 000 nautiska mil (7 400 km) vid 12 knop (22 km/h), med en räckvidd under vattenytan på 70 nautiska mil (130 km) vid 5 knop (9,3 km/h).